# Virus de la forêt de Kyasanur
Orthoflavivirus kyasanurense
Espèce
formes de rang inférieur
- virus de la forêt de Kyasanur
- virus d'Alkhurma

Orthoflavivirus kyasanurense, ou virus de la forêt de Kyasanur (en anglais : Kyasanur Forest disease virus, KFDV), est une espèce d'arbovirus de la famille des Flaviviridae et du genre Orthoflavivirus. Ce sont des virus à ARN monocaténaire à polarité positive, ayant pour vecteur des tiques. Le virus KFDV fait partie des flavivirus pathogènes pour l'humain et provoque une fièvre hémorragique.
L'espèce regroupe :
- la souche responsable de la maladie de la forêt de Kyasanur ;
- une autre souche, le virus d'Alkhurma (ALKV), différente mais dont 89 % des séquences nucléotidiques sont homologues à celle de Kyasanur[4].

Les deux souches auraient divergé il y a 700 ans.
Les espèces du virus de la fièvre hémorragique d'Omsk et du virus de la ferme royale sont apparentées.

## Souche indienne
Le virus a été isolé pour la première fois en Inde en 1957. Il a comme vecteur la tique Haemaphysalis spinigera (en) tandis que l'animal hôte est le singe (il y a été isolé chez Semnopithecus entellus). Il est à l'origine d'épidémies régionales circonscrites.

## Souche arabe
Le virus d'Alkhurma appartient à cette espèce. Il est nommé d'après Al Khurmah (ar), (une localité d'Arabie saoudite) où le premier cas porteur de la souche-type ALKV 1776 a été identifié dans les années 1990. Il est notamment transmis par la tique Ornithodoros savignyi (en). Il peut infecter humains, moutons ou dromadaires.
Après une période d'incubation variable (de deux à huit jours), les personnes atteintes développent des symptômes tels que fièvre, maux de tête, douleurs articulaires, douleurs musculaires, vomissements, perte d'appétit, grand inconfort et frissons. Moins de 10 % des personnes développent des symptômes neurologiques affectant le système nerveux central et hémorragiques graves, tels que purpura, hallucinations, désorientation, convulsions et épistaxis potentiellement mortelles,. Des enzymes hépatiques élevées, une leucopénie, une protéinurie et une thrombopénie, entrainant une fièvre hémorragique et une encéphalite (potentiellement mortelles), ont été observées chez des patients hospitalisés,,.
Le mode de transmission de l'ALKV n'est pas clair. Plusieurs voies de transmission sont suspectées : 
- des morsures par une tique infectée ;
- écrasement d'une tique infectée avec des doigts non protégés ;
- ingestion de lait de chamelle non pasteurisé ;
- contamination d'une plaie[12].

Aucun cas de transmission interhumaine n'a été relevé.

## Description
Le virus contient plus de 10 000 nucléotides, avec un seul ORF, codant des polyprotéines de plus de 3 000 acides aminés. Les protéines AnhC, PrM, M, NS2A, NS2B, NS3, NS4A, 2K, NS4B et NS5 ont toutes la même longueur. Ce virus possède la plus grande polyprotéine de tous les flavivirus TB étudiés.
Il n'existe pas de traitement spécifique. La prévention reste le principal moyen de lutter contre ces infections.